# Beatrice Gray
Beatrice Gray, nata Bertrice Alice Kimbrough (Contea di Hancock, 3 marzo 1911 – California, 25 novembre 2009), è stata un'attrice e ballerina statunitense.
È famosa per le sue apparizioni in una serie di film western negli anni quaranta e cinquanta.

## Biografia
Nata in una fattoria vicino a Carthage, nell'Illinois, iniziò a lavorare nel settore dell'intrattenimento nelle produzioni di Broadway, oltre ad esibirsi in locali notturni. Ottenne il suo primo ruolo da attore nel musical New Faces (1935). Dopo essersi trasferita in California nel 1937, apparve nei New Faces of 1937 della RKO Radio Pictures. Lavorò inoltre come ballerina per Busby Berkeley.
Gray apparve in numerosi western negli anni trenta, quaranta e cinquanta, molti dei quali prodotti dalla Monogram Pictures. Altri suoi film furono prodotti dalla Universal Pictures, incluso Eredità selvaggia (1958). Apparve in tre film interpretati da Hoot Gibson e Bob Steele: The Utah Kid, Marked Trails e Trigger Law (tutti del 1944).

### Vita privata
Lei e William H. Gray erano genitori dell'attore Billy Gray, noto per il ruolo di Bud Anderson nella serie televisiva Papà ha ragione.

## Morte
Beatrice Gray morì per cause naturali a Canoga Park, in California, il 25 novembre 2009, all'età di 98 anni.

## Filmografia

### Cinema
- La città rubata (The Kansan), regia di George Archainbaud (1943)
- The Utah Kid, regia di Harry Neumann (1944)
- Trigger Law, regia di Marcel Le Picard (1944)
- Marked Trails, regia di John P. McCarthy (1944)
- Trail of Vengeance regia di Bert Longenecker (1945)
- Stranger from Santa Fe, regia di Maury Gertsman (1945)
- Il piccolo gigante (Little Giant), regia di William A. Seiter (1946)
- Gianni e Pinotto e l'assassino misterioso (Bud Abbott Lou Costello Meet the Killer Boris Karloff), regia di Charles Barton (1949)
- L'autista pazzo (The Yellow Cab Man), regia di Jack Donohue (1950)
- Callaway Went Thataway, regia di Melvin Frank e Norman Panama (1951)
- La frontiera indomita (Untamed Frontier), regia di Hugo Fregonese (1952)
- L'uomo che visse due volte (I've Lived Before), regia di Richard Bartlett (1956)
- Eredità selvaggia (Wild Heritage), regia di Charles F. Haas (1958)

### Televisione
- Le avventure di Gene Autry (The Gene Autry Show) – serie TV, 2 episodi (1950)